# Thiokol
Thiokol (в разное время известная как Thiokol Chemical Corporation, Morton-Thiokol Inc., Cordant Technologies Inc., Thiokol Propulsion, AIC Group, ATK Thiokol,  ATK Launch Systems Group; правопреемником, после ликвидаций, слияний и выделений является компания Orbital ATK) — американская корпорация, специализировавшаяся изначально на синтетических резинах и других химических компонентах, а в настоящее время на твердотопливных ракетных двигателях и в смежных аэрокосмических областях.

## История
Фирма была основана в 1929 году под названием «Thiokol Chemical Company». Название компании свидетельствует о её первоначальной направленности и образовано от греческих слов, означающих «сера» и «клей». 
Исходно компания производила различные клеи и герметики, и во время Второй мировой войны была одним из крупнейших поставщиков жидких полимерных герметиков. 
После изобретения смесевых твердых ракетных топлив компания сфокусировала свою деятельность в этой новой области, открыв сначала лабораторию в Элктоне, штат Мэрилэнд, а затем и производственные цеха в Элктоне и в Хантсвилле, штат Алабама (Редстоунский арсенал). 
В Хантсвилле производились системы вооружения: 
ступень РН XM33 Pollux, ускорители TX-18 (для ракет Falcon) и TX-135 (для «Найки-Зюс»); этот завод был закрыт в 1996 году. 
В середине 1950-х годов компания приобрела обширную территорию в штате Юта, для нового испытательного полигона, и постепенно основные мощности были перенесены туда. Завод в Юте известен больше всего производством твердотопливных двигателей для Шаттла. 
На 2005 год продажи компании составили 840 миллионов долларов, при 15 тыс. человек персонала по всему миру.

## Продукция
Двигатели производства компании используются в большом числе систем вооружения, широко известных по всему миру. Это ракеты Першинг, Пискипер (МХ), Посейдон, Минитмен, Трайдент и других. 
Двигатели меньшего размера используются в ракетах «воздух-воздух» и «воздух-земля», таких, как «Сайдвайндер» и «Маверик».
Thiokol производила и производит большое количество двигателей для космических программ НАСА и космических агентств других стран. Список программ, в которых использовались двигатели производства Thiokol, включает программы 
«Меркурий» и 
«Джемини» (двигатели для схода с орбиты), 
«Аполлон» (двигатели разделения ступеней и тормозные двигатели), 
беспилотные аппараты 
«Пионер», 
«Сервейер», 
«Викинг», 
«Вояджер» и 
«Магеллан».
Для ракеты «Дельта-2» выпускаются твердотопливные ускорители Castor. С прекращением полётов «Шаттлов» производство твердотопливных ускорителей для них переориентировано на будущие тяжёлые ракеты-носители «Арес» и SLS.
Thiokol была пионером внедрения газогенераторов на азиде натрия, использованных в подушках безопасности автомобилей по всему миру. Аналогичные газогенераторы были использованы для посадки некоторых космических аппаратов на Марс, в частности, Mars Pathfinder. Участвовала корпорация и в разработке трагически погибшего "Челленджера", изготовив твёрдотопливный ускоритель.